# Демшенко
Демшенко — река в Волоколамском районе Московской области России. Правый приток реки Волошни.
Река Демшенко берёт начало около хутора Дроздова. Течёт на юг. Около деревни Милованье сливается со своим правым притоком — рекой Щетинкой. Далее протекает между деревней Становище и селом Осташёво, где через реку перекинут железобетонный мост автодороги Р108. Устье реки находится в 4,5 км по правому берегу реки Волошни.
Длина реки составляет 13 км, площадь водосборного бассейна — 76,4 км².

## Данные водного реестра
По данным государственного водного реестра России, относится к Окскому бассейновому округу. Речной бассейн — Ока, речной подбассейн — бассейны притоков Оки до впадения Мокши, водохозяйственный участок — Руза от истока до Рузского гидроузла.